# Mac DeMarco
Mac DeMarco (Duncan, Canada, 30 april 1990) is een Canadees songwriter, multi-instrumentalist en multimedia-artiest.
DeMarco bracht eerder onder de naam Makeout Videotape vier albums en één 7-inch uit. Inmiddels heeft hij onder zijn eigen naam zes albums uitgebracht, Rock 'n' Roll Nightclub in 2011, 2 in 2012, Salad Days in 2014, Another One in 2015, This Old Dog in 2017 en Here Comes the Cowboy in 2019. Zijn muziekstijl wordt omschreven als 'Blue Wave', 'Slacker Rock' en 'Jizz Jazz'.

## Discografie
als Makeout Videotape
- Heat Wave! (2009, in eigen beheer uitgebracht)
- Eating Like A Kid (2010, in eigen beheer uitgebracht)
- Weird Meats, 7 inch (2010, Unfamilair Records)
- Ying Yang (2011, in eigen beheer uitgebracht)
- Bossa Ye Ye (2011, in eigen beheer uitgebracht)

als Mac DeMarco
- Rock 'n' Roll Nightclub (2011, Captured Tracks)
- 2 (2012, Captured Tracks)
- Salad Days (2014, Captured Tracks)
- Another One (2015, Captured Tracks)
- This Old Dog (2017, Captured Tracks)
- Here Comes the Cowboy (2019, Mac's Record Label)
- Five Easy Hot Dogs (2023, Mac's Record Label)
- One Wayne G (2023, Mac's Record Label)

## Hitnoteringen

### Albums
| Album met eventuele hitnotering(en) in de Nederlandse Album Top 100 | Datum van verschijnen | Datum van binnenkomst | Hoogste positie | Aantal weken | Opmerkingen |
| ------------------------------------------------------------------- | --------------------- | --------------------- | --------------- | ------------ | ----------- |
| This Old Dog                                                        | 2017                  | 13-05-2017            | 48              | 1            |             |

- Bibliothèque nationale de France: cb169236590 (data)
- Gemeinsame Normdatei: 1051292301
- International Standard Name Identifier: 0000 0004 3430 0220
- Library of Congress Control Number: no2014050282
- MusicBrainz: f2492c31-54a8-4347-a1fc-f81f72873bbf
- Réseau des bibliothèques de Suisse occidentale: 02-A024495267
- Virtual International Authority File: 308698151
- WorldCat: E39PBJpymQJd7FGcFxFB9qDQbd